# エボキシン
エボキシン(Evoxine)またはハプロペリン(haploperine)は、睡眠薬および鎮静薬の作用を持つフロキノリンアルカロイドである。Evodia xanthoxyloidesやTeclea gerrardii等の、オーストラリアやアフリカの様々な植物に天然に含まれている。